# Federigo Melis
Federigo Melis (Florencia, 14 de agosto de 1914 - 26 de diciembre de 1973) fue un historiador de la economía, profesor de historia económica en las universidades de Pisa y Florencia para el fundador del Instituto Internacional de Historia Económica «F. Datini» en Prato. Se le considera uno de los impulsores de la idea de la revolución comercial de la Baja Edad Media, junto a Raymond de Roover, Gino Luzzatto y Armando Sapori.

## Biografía
Federigo Melis estudió en la Facultad de Economía y Comercio de Roma hasta 1939. En el mismo año se convirtió en asistente de la Cattedra di ragioneria, el departamento de contabilidad, especializado en historia de la contabilidad. Después de 1945 volvió a este puesto y permaneció allí hasta 1948/49, donde se convirtió en profesor privado con la Libera Docenza en 1948. En 1949/50 se convirtió en profesor de historia económica en la Facultad de Economía y Comercio de la Universidad de Pisa y en 1952 se convirtió también en profesor de historia de la doctrina económica. Paralelamente, de 1953 a 1957 ocupó una segunda cátedra en la Universidad de Cagliari en Cerdeña, más precisamente en la recién fundada Facultad de Economía y Comercio, donde se ocupó de la geografía económica además de la historia económica. En 1957 se convirtió en profesor en la Universidad de Pisa, donde fue designado Director de la Facultad en 1962. Al año siguiente fue nombrado profesor de historia económica en la Universidad de Florencia, pero continuó su cátedra en Pisa hasta 1970.
Su primera obra, Storia della Ragioneria (Historia de la Contabilidad) fue el resultado de su trabajo como profesor en Roma. En el ámbito italiano, sólo unos pocos académicos trabajaron de manera consistente cuantificando y acercándose a los testimonios dejados por los propios comerciantes. Al mismo tiempo, fundó la independencia metodológica de la historia económica. Se benefició del inmenso fondo legado por Francesco Datini. Numerosos documentos de este fondo desembocaron en sus Documenti per la storia economica dei secoli XIII-XVI. Se convirtió en el mejor conocedor del enorme archivo, un conocimiento que también se incorporó a su Aspetti della vita economica medievale de 1962.
Melis también trabajó en la historia de los seguros, que ilustró en Origini e sviluppo delle assicurazioni en Italia. Su segundo enfoque fue la docencia, como ya demostraba en Documenti, que representa una sistemática de fuentes económico-históricas, dotada de numerosos ejemplos. Finalmente, sus esfuerzos condujeron al establecimiento de un instituto de investigación en Prato, la ciudad natal de Datini. En 1967, con el apoyo de numerosos compañeros, entre ellos Fernand Braudel, se fundó el Istituto Internazionale di Storia Economica "F.Datini". Uno de los principales objetivos de este instituto es la creación de oportunidades de aprendizaje para jóvenes científicos y la oportunidad de aparecer en el escenario internacional en las conferencias anuales. Además, el archivo de comerciantes más grande que se haya conservado de la Edad Media ofrece fuentes para prácticamente todas las cuestiones históricas. La ciudad de Prato lo nombró ciudadano honorario.

## Obras (selección)
- Prospetti storici di Ragioneria, en : Rivista Italiana di Ragioneria XXXIII (1940) 238-249.
- Storia della Ragioneria. Conoscenza alla Contributo interpretazione e più delle significativa della storia economica Fonti, Bolonia 1950.
- La formazione dei costi nell'industria Laniera alla fine del Trecento, en : Economia e Storia I (1954) 31-60 y 150-190
- Aspetti della vita economica medievale (Studi di Prato Datini nell'Archivio), Siena 1962.
- Werner Sombart problemi ei della nel Medio Evo navigazione, en: L' Opera di Werner Sombart nel Centenario del nacimiento della, Milán 1964.
- La vita di Firenze economica al tempo di Dante, en : Atti del Congresso Internazionale di Studi Dante esquí (20 al 27 de abril de 1965), Florencia 1966, Vol. II, 99-128.
- Industria. Commercio. Crédito, en : Un'altra Firenze. Riscontri tra nella storia cultura e Società fiorentina. L' epoca di Cosimo il Vecchio, Florencia 1971, 141-280.
- Documenti per la storia economica dei SECOLI XIII -XVI, en colaboración con Elena Cecchi, Florencia 1972.
- Intensità e Regolarita nella generale nel Mediterraneo Diffusione economica dell'informazione e alla fine del Occidente en el Medioevo, en Histoire économique du monde méditerranéen, 1450-1650, Mélanges en l' honneur de Fernand Braudel, Toulouse 1973, 389 -424.
- Banchi, trasporti e assicurazioni, en : Nuovi metodi della ricerca storica, Atti del Congresso Internazionale di Scienze storiche II (Salerno, abril 23 a 27, 1972), Milán 1975.
- Sulle Fonti della storia economica tipiche : per una tecnica di lavoro particolare dello storico (relatively ai SECOLI XIII- XVII), en : Economica Rassegna XXXIX (1975) 307-332.
- La "nacionalidad" de Sea- Borne Comercio entre Inglaterra y el Mediterráneo en 1400, en : Revista de Historia Económica Europea 4 /2 (1975) 359-380.
- Ragioneria L' Evoluzione della dal XIII secolo all'opera di Francesco Marchi, Convegno di studi do conferencia sobre Francesco Marchi